# Služovice
Služovice là một làng thuộc huyện Opava, vùng Moravskoslezský, Cộng hòa Séc.